# Wo die Liebe ist, da ist auch Gott

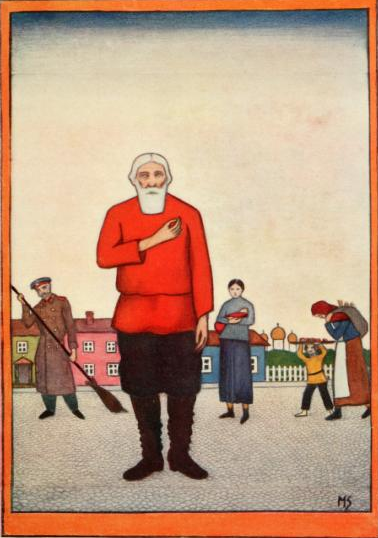
Illustration zu der Erzählung
Wo die Liebe ist, da ist auch Gott.
Illustrator: Michael Sevier (anno 1916)

Wo die Liebe ist, da ist auch Gott (russisch Где любовь, там и Бог, Gde ljubow, tam i Bog) ist eine Erzählung von Lew Tolstoi, die 1885 entstand. Im Erstdruck des Sankt Petersburger Buchverlages  Posrednik fehlt die Verfasserangabe. 1886 erschien der Text in Tolstois 4. Russischen Lesebuch des Sammelbandes Rasskasy is «Nowoi asbuki» – ebenfalls in Sankt Petersburg.

## Entstehungsgeschichte
Tolstoi entnahm das Gerüst seiner Geschichte der Erzählung Vater Martin, einer Veröffentlichung des protestantischen Pfarrers Ruben Saillens (1855–1942) aus dem Jahr 1881 in Toulouse. Da Tolstois Quelle eine Übersetzung aus dem Französischen ins Russische ohne Verfasserangabe war, wurde er von dem Plagiatsvorwurf Saillens’ überrascht und konnte sich nur schriftlich entschuldigen.

## Inhalt
Der Schuhmacher Martin Awdejitsch wird vom Unglück verfolgt. Als seine Frau stirbt, hinterlässt sie ihm den gemeinsamen Sohn – den kleinen Kapiton. Martin will den Jungen allein großziehen. Kapiton stirbt an einer fiebrigen Erkrankung. Martin ist verzweifelt und fängt an, an Gott zu zweifeln. Später hört er ganz auf zur Kirche zu gehen. Auf Anraten eines greisen Wallfahrers findet er Trost im Evangelium. Martin liest bei Lukas im 6. Kapitel, setzt das Lesezeichen, geht anschließend zu Bett und träumt, wie Gott selbst zu ihm kommt.
Wie wird das sein, wenn Gott im russischen Winter selbst zu mir kommt? rätselt Martin. Er kann sich das partout nicht vorstellen und schaut am nächsten Morgen, wie im Traum geboten, zum Fenster hinaus. Tatsächlich – da bekommt der vereinsamte Schuhmacher dreimal hintereinander Besuch. Zuerst bittet Martin den Hausknecht Stepanytsch, einen gebrechlichen Greis, der seiner Arbeit, dem Schneefegen, kaum gewachsen ist, zum Aufwärmen und Teetrinken in die Schuhmacherwerkstatt. Stepanytsch geht und Martin fordert eine sommerlich gekleidete junge Soldatenfrau mit ihrem Kleinstkind auf, aus der Kälte in die Wärme der Werkstatt zu treten und darin ihr Kind zu wickeln. Dazu schenkt er ihr von seiner Kleidung und beköstigt sie. Zuletzt bezahlt er einer alten Hökerfrau einen Apfel und schenkt das Obst einem kleinen Apfeldieb in ihrem Gefolge.
Nach getaner Arbeit will Martin an der Stelle mit dem Lesezeichen im Evangelium weiterlesen, doch das Buch öffnet sich an einer Stelle mit dem Matthäusevangelium. Martin erscheinen in einer dunklen Ecke seiner Behausung nacheinander fünf Gestalten und lösen sich bald in Luft auf – der Hausknecht Stepanytsch, die Soldatenfrau mit ihrem Kind und die alte Obsthändlerin mit dem kleinen Dieb. Tolstoi schließt: Und Martin „erkannte, dass sein Traum ihn nicht betrogen hatte, dass“ Gott selbst zu ihm gekommen war.

## Deutschsprachige Ausgaben
- Wo die Liebe ist, da ist auch Gott. Deutsch von Arthur Luther. S. 51–65 in: Gisela Drohla (Hrsg.): Leo N. Tolstoj. Sämtliche Erzählungen. Fünfter Band. Insel, Frankfurt am Main 1961 (2. Aufl. der Ausgabe in acht Bänden 1982)
- Leo Tolstoi: Wo die Liebe ist, da ist auch Gott. Erzählungen. Übersetzung ins Deutsche Arthur Luther. S. 5–29. Brunnen Verlag, Gießen 2007 (6. Aufl. 2016, verwendete Ausgabe), ISBN 978-3-7655-1956-7